# Ballerina (Lena Biolcati)
Ballerina è il secondo album di Lena Biolcati, uscito nel 1987 dopo la partecipazione sanremese con il brano Vita mia.
È un disco con moltissime influenze da parte dei Pooh.
Marco Tansini e Stefano D'Orazio  scrivono quasi per intero il disco, che ha moltissime affinità come arrangiamenti col disco Io e Red di Red Canzian, al disco collabora anche Gianni Togni, che scrive un pezzo appositamente per l'album.
Due brani sono composti da Dodi Battaglia, che suona pure la chitarra elettrica nei brani in questione.
Nel Lp è inclusa la cover di Pensieri e Parole, uno dei brani più famosi di Lucio Battisti, qui presentato nelle vesti plastificate degli arrangiamenti degli anni ottanta.

## Tracce
1. Ballerina (Tansini - D'Orazio)
2. Uomo di una notte (Battaglia D. - Biolcati)
3. Pensieri e parole (Battisti - Mogol)
4. Luna cometa (Tansini - D'Orazio)
5. Quando verranno a cercare (Togni - D'Orazio)
6. Vita mia (Tansini - D'Orazio)
7. Comme ci, comme ça  (Tansini - D'Orazio)
8. Eclissi di cuore (Battaglia - D'Orazio)
9. L'Italia dei buoni (Amato - Morgia - D'Orazio)
10. Vivi (Tansini - D'Orazio)